# Anthony Foxx
Anthony Renard Foxx (* 30. dubna 1971) je americký politik za Demokratickou stranu. V letech 2013–2017 byl ministrem dopravy USA ve vládě Baracka Obamy. Před svým angažmá v Obamově vládě byl v letech 2009–2013 starostou města Charlotte v Severní Karolíně.